# Freddy Vianna
Frederico Santos Vianna, mais conhecido como Freddy Vianna (Belo Horizonte, 22 de julho de 1977) é um intérprete de samba-enredo, com passagens em diversas escolas de samba de São Paulo e que atualmente defende as escolas de samba Mancha Verde, Unidos de Bangu e X-9 Pioneira.

## Carreira
Começou no mundo do samba, pelo Bloco do Feijão, em Arraial do Cabo. e quando defendeu um samba para a X-9 Paulistana, foi convidado a ser um dos cantores da Peruche, em 2000 e nesse mesmo ano, foi para Colorado do Brás onde ficou até 2001, quando foi chamado pra integrar o carro de som da Tucuruvi onde teve maior destaque, permanecendo onze anos nessa escola. No ano de 2002, foi a voz principal da Tom Maior ao lado de Carlos Júnior. e retornou a Colorado do Brás onde esteve nos anos de 2005 e 2006 e retornando em 2008. ainda em 2008, foi a voz principal da Beira-Rio da Nova Guará de Guaratinguetá, aonde ficou por três anos.
Em 2012 ele recebe um convite da Mancha Verde, que troca de lugar com Waguinho que por sua vez vai para a Tucuruvi.
E  ficando por dois anos, na Flor de Lis da Zona Sul. No ano de 2012, há poucas semanas do carnaval, foi anunciado como interprete oficial do Império Serrano, cantando ao lado de Tiãozinho Cruz. em 2013, com a saída de Nêgo, devido ao regulamento da Série A, que impede o mesmo cantor de ser primeiro em outros grupos. Freddy reassume o microfone principal do Império Serrano. faltando pouco tempo pro desfile desse ano. além de permanecer como voz principal da Mancha Verde e estando no carnaval de Rio Claro, defendendo a escola de samba A Casamba. Ainda esse ano foi anunciado, como intérprete oficial da Uirapuru da Mooca, mas devido a divergências com a direção da escola, foi dispensado há dois meses do desfile .

## Títulos e estatísticas
|                  | Campeão   | Vice                | Terceiro |
| ---------------- | --------- | ------------------- | -------- |
| Primeira Divisão | 2019 2022 | 2011 2013 2020 2023 | 2018     |
| Segunda Divisão  | 2015      | 2012                | 2013     |